# Jelijih Punggang
Jelijih Punggang is een bestuurslaag in het regentschap Tabanan van de provincie Bali, Indonesië. Jelijih Punggang telt 1302 inwoners (volkstelling 2010).